# Hallonängrar
Hallonängrar eller blomängrar (Byturidae) är en liten familj i ordningen skalbaggar med cirka 25 arter varav 2 är påträffade i Sverige, hallonänger (Byturus tomentosus) och nejlikrotänger (Byturus ochraceus). De finns i den holarktiska regionen och på Sundaöarna.